# DREAM (インテリア雑誌)
『DREAM』（ドリーム）は、どりーむ編集局から発刊されている、インテリア誌。

## 概要
1964年、インテリア誌『どりーむ』は、タブロイド版のモノクロ８ページで、どりーむ編集局から創刊された。
1968年、46号でタブロイド版から誌面サイズB5変型に変更、40ページのカラー誌となった。
1983年、221号で誌面サイズを現在と同型のA4変形に変更するとともに、56ページへと増頁。タイトルロゴも『DREAM』となった。
1989年には、創刊25周年で300号を発行、1994年には360号で創刊30周年記念号を発行、1998年に400号に達した。2014年発行の479号が50周年記念号となる。

## 主な内容
「美しく心豊かに住まうために」をテーマに時代感のあるインテリアとそのマインドを紹介し続けている。
日本のインテリアとそのライフスタイル　＜人、モノ、場、そして、時の関係＞を見続け、インテリアのソフトウェア をビジュアル表現し、インスピレーションとアイディアを示唆。住み手サイドの確かなインテリア情報の編集実績=「編集眼」をベースに発行。半世紀にわたり日本のインテリアにおける人と住まい方を定点観測をし続けている。
創刊当時より編集長を変えることなく軸がぶれない編集は、多くの読者の心をとらえている。
主な読者層は、インテリアを愉しむ人をはじめ、インテリア関連の生産、企画、デザイン、販売に従事する専門家、建築・設計・デザイン事務所、インテリアデザイナー・コーディネーター、アパレル関係者、美術系学生・学校図書館に評価されている。プロには欠かせない、国内外の情報収集に最適なインテリア誌として長期購読者も多い。

## 公式サイト
- どりーむ編集局 公式サイト